# Xinzhou
Xinzhou (en chino, 忻州; pinyin, Xīnzhōu) es una ciudad-prefectura en la provincia de Shanxi, República Popular China. Limita al norte con Shuozhou, al sur con Taiyuán, al oeste con Yulin y al este con la Shijiazhuang. Su área es de 25 180 km² y su población total para 2010 superó los 3 millones de habitantes. 

## Administración
La ciudad prefectura de Xinzhou está conformada de 14 localidades que se administran en 1 distrito urbano, 1 ciudad suburbana y 12 condados rurales:
- Distrito Xinfu 忻府区
- Ciudad Yuanping 原平市
- Condado Dingxiang 定襄县
- Condado Wutai 五台县
- Condado Dai 代县
- Condado Fanshi 繁峙县
- Condado Ningwu 宁武县
- Condado Jingle 静乐县
- Condado Shenchi 神池县
- Condado Wuzhai 五寨县
- Condado Kelan 岢岚县
- Condado Hequ 河曲县
- Condado Baode 保德县
- Condado Pianguan 偏关县

## Clima
Xinzhou tiene un clima semiárido continental con influencia monzónica, con inviernos fríos, muy secos y algo largos, y veranos cálidos y algo húmedos. La temperatura media mensual varía de -9,1 °C en enero a 22,8 °C en julio, y la media anual es de 8,51 °C. Como muestra de la influencia del monzón del este de Asia, cerca de las tres cuartas partes de los 428 milímetros anuales de precipitación se producen de junio a septiembre.
| Parámetros climáticos promedio de Xinzhou 1981-2010 | Parámetros climáticos promedio de Xinzhou 1981-2010 | Parámetros climáticos promedio de Xinzhou 1981-2010 | Parámetros climáticos promedio de Xinzhou 1981-2010 | Parámetros climáticos promedio de Xinzhou 1981-2010 | Parámetros climáticos promedio de Xinzhou 1981-2010 | Parámetros climáticos promedio de Xinzhou 1981-2010 | Parámetros climáticos promedio de Xinzhou 1981-2010 | Parámetros climáticos promedio de Xinzhou 1981-2010 | Parámetros climáticos promedio de Xinzhou 1981-2010 | Parámetros climáticos promedio de Xinzhou 1981-2010 | Parámetros climáticos promedio de Xinzhou 1981-2010 | Parámetros climáticos promedio de Xinzhou 1981-2010 | Parámetros climáticos promedio de Xinzhou 1981-2010 |
| Mes                                                 | Ene.                                                | Feb.                                                | Mar.                                                | Abr.                                                | May.                                                | Jun.                                                | Jul.                                                | Ago.                                                | Sep.                                                | Oct.                                                | Nov.                                                | Dic.                                                | Anual                                               |
| --------------------------------------------------- | --------------------------------------------------- | --------------------------------------------------- | --------------------------------------------------- | --------------------------------------------------- | --------------------------------------------------- | --------------------------------------------------- | --------------------------------------------------- | --------------------------------------------------- | --------------------------------------------------- | --------------------------------------------------- | --------------------------------------------------- | --------------------------------------------------- | --------------------------------------------------- |
| Temp. máx. media (°C)                               | 0.0                                                 | 4.1                                                 | 10.6                                                | 19.7                                                | 25.9                                                | 28.8                                                | 29.1                                                | 27.5                                                | 23.5                                                | 17.3                                                | 8.0                                                 | 1.3                                                 | 16.3                                                |
| Temp. media (°C)                                    | −9.1                                                | −4.3                                                | 2.9                                                 | 11.8                                                | 18.3                                                | 21.7                                                | 22.8                                                | 20.9                                                | 15.4                                                | 8.7                                                 | 0.1                                                 | −7.1                                                | 8.5                                                 |
| Temp. mín. media (°C)                               | −15.8                                               | −10.8                                               | −3.4                                                | 3.6                                                 | 10.0                                                | 14.2                                                | 17.0                                                | 15.2                                                | 8.7                                                 | 2.1                                                 | −5.8                                                | −13.2                                               | 1.8                                                 |
| Precipitación total (mm)                            | 2.6                                                 | 4.0                                                 | 12.0                                                | 18.1                                                | 35.8                                                | 62.7                                                | 99.5                                                | 101.2                                               | 55.0                                                | 24.4                                                | 10.1                                                | 2.5                                                 | 427.9                                               |
| Humedad relativa (%)                                | 55                                                  | 51                                                  | 51                                                  | 44                                                  | 47                                                  | 60                                                  | 76                                                  | 81                                                  | 78                                                  | 68                                                  | 64                                                  | 61                                                  | 61.3                                                |
| Fuente: China Meteorological Administration         |                                                     |                                                     |                                                     |                                                     |                                                     |                                                     |                                                     |                                                     |                                                     |                                                     |                                                     |                                                     |                                                     |